# Ali Ghazal
Ali Ahmed Ali Mohamed Ghazal (Assuão, 1 de fevereiro de 1992), mais conhecido como Ali Ghazal é um futebolista internacional egípcio que joga pelo Smouha SC.

## Carreira
Ali Ghazal chegou ao CD Nacional proveniente do Wadi Degla no mês de dezembro de 2012 e assinou um contrato por um período de 4 anos e meio.
Ghazal tornou-se rapidamente um dos pilares do clube e teve un papel preponderante no seio da formação que conseguiu a qualificação para as competições europeias.
O seu forte desempenho atraiu a atenção de varios clubes europeus entre os quais o Saint-Etienne e o Swansea City AFC.
Durante a época 2013-2014, o médio defensivo também não deixou indiferente os chamados "grandes" do campeonato português.

## Seleção
Na altura em que começou a despertar a atenção de certos clubes europeus, o médio do CD Nacional também recebeu a sua primeira chamada à seleção principal do seu pais antes das eliminatórias para o Campeonato do Mundo de 2014.
Ali Ghazal foi distinguido pela Federação do Egipto com o prémio de jogador-revelação egípcio a jogar na Europa.